# Cryptophagus obsoletus
Cryptophagus obsoletus is een keversoort uit de familie harige schimmelkevers (Cryptophagidae). De wetenschappelijke naam van de soort werd in 1879 gepubliceerd door Edmund Reitter.